# Chōsokabe Kanetsugu
Chōsokabe Kanetsugu (長宗我部兼序?; ... – 1508) è stato un samurai e daimyō giapponese.

## Biografia
Figlio di Chōsokabe Katsuchika, nel 1478, dopo la morte del padre, divenne servitore di Hosokawa Masamoto del quale divenne uno dei più importanti rappresentanti nell'isola di Shikoku inimicandosi le altre famiglie.
Quando Masamoto fu ucciso a Kyoto nel 1507 e Kanetsugu rimase senza appoggio, vari clan si unirono, tra cui i clan Motoyama e Kira, e marciarono contro di lui l'anno seguente assediando il castello di Oko. Nonostante l'iniziale respinta degli assedianti, il castello venne costretto alla resa dopo un lungo assedio e Kanetsugu commise seppuku. 
Riuscì tuttavia a mettere in salvo il figlio di 4 anni Chōsokabe Kunichika che venne accolto dal clan Ichijō.